# Темпл, Уильям, 1-й баронет
Сэр Уильям Темпл (англ. Sir William Temple, 1st Baronet; 25 апреля 1628, Лондон — 27 января 1699, Мур Парк, Суррей) — английский политик, дипломат и публицист.

## Биография
Уильям Темпл родился 25 апреля 1628 года в городе Лондоне; происходил из образованной дворянской семьи; сын судьи и члена парламента Джона Темпла (1600—1677). Окончил Эммануил-колледж в Кембридже.
Раннюю молодость он провёл в путешествиях по Европе и почти не жил в Англии в бурную эпоху Английской революции и диктатуры Кромвеля.

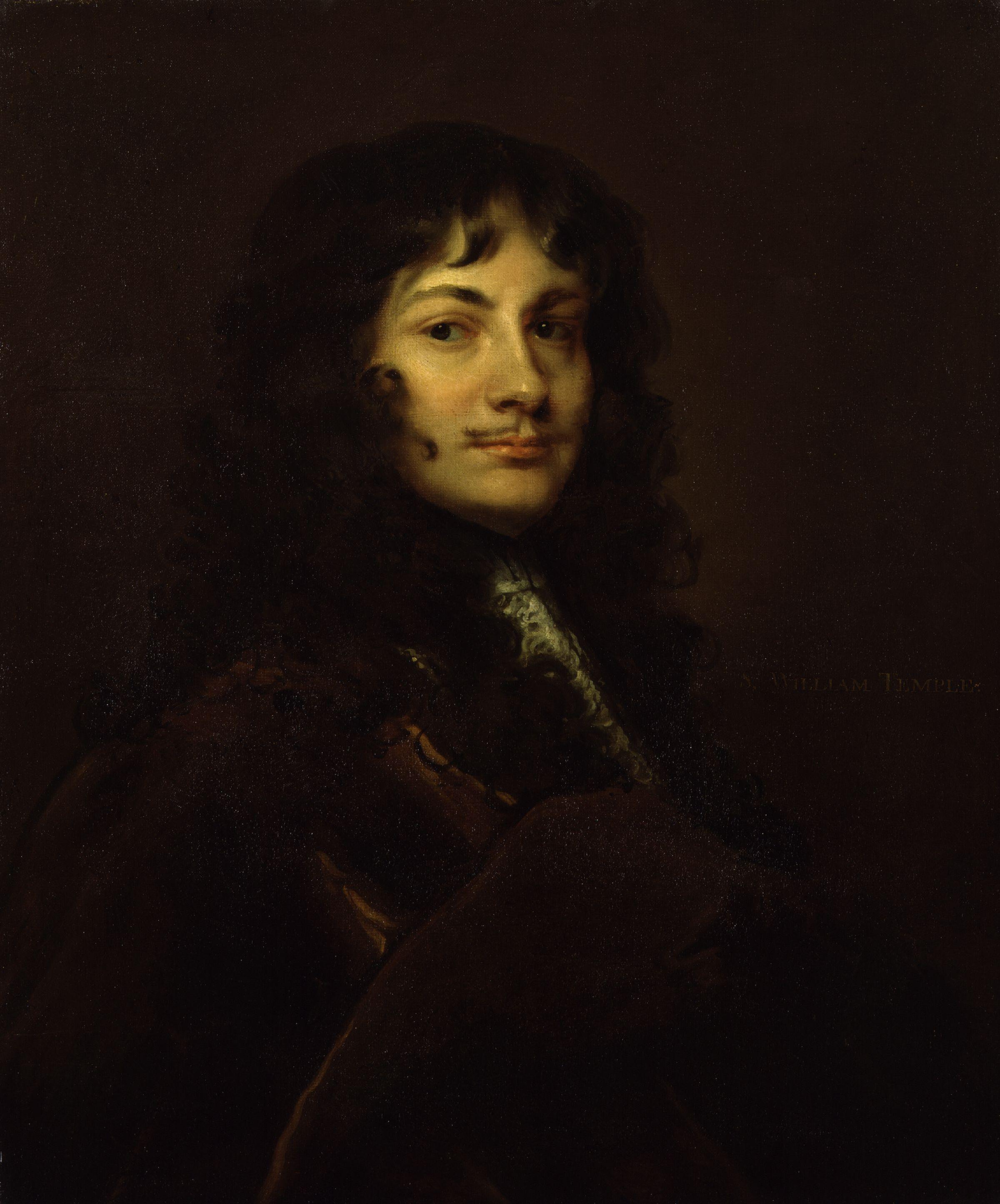
Сэр Уильям Темпл
(художник Питер Лели)

С 1660 году Уильям Темпл появляется на политической арене в качестве члена дублинского парламента. Карл II благоволил к Темплу: в 1665 году он послал его в Германию для дипломатических переговоров, а в 1668 году Темпл уже был английским резидентом в Брюсселе, заключив союз между Англией, Голландией и Швецией против Франции. Но Карл II под влиянием золота французского короля Людовика XIV разрушил все планы Темпла и развязал войну с Голландией. Темплу удалось с большими усилиями прекратить эту войну в 1674 году, Вестминстерским договором.
Побуждаемый Людовиком XIV, Карл пытался устранить трезвого и дальновидного галлофоба Темпла с северной политической сцены; но Темпл отклонил назначение в Мадрид и остался в Гааге в качестве английского посла.
В 1677 году осуществилась заветная мечта Темпла: ему удалось женить Вильгельма Оранского на Марии Второй, племяннице английского короля.
Когда Титус Оутс и другие протестантские лидеры подняли в Англии волнение по поводу мнимого «папистского заговора», будто бы имеющего целью насильственно уничтожить реформацию, испуганный король поручил Темплу произвести нужные реформы в государственном строе, чтобы королевская власть могла иметь в трудную минуту должную точку опоры. Темпл учредил совет из 30 человек, просуществовавшей, впрочем, весьма недолго; король часто обращался за советами не ко всем этим тридцати членам, но лишь к Темплу, Галифаксу, Сэтерланду и Эссексу. Темпл, недовольный этим, вскоре совсем удалился от дел.
Младший брат Карла Второго — Яков II ненавидел Темпла как конституционного деятеля; в его царствование Темпл был практически полностью отстранён от государственных дел.

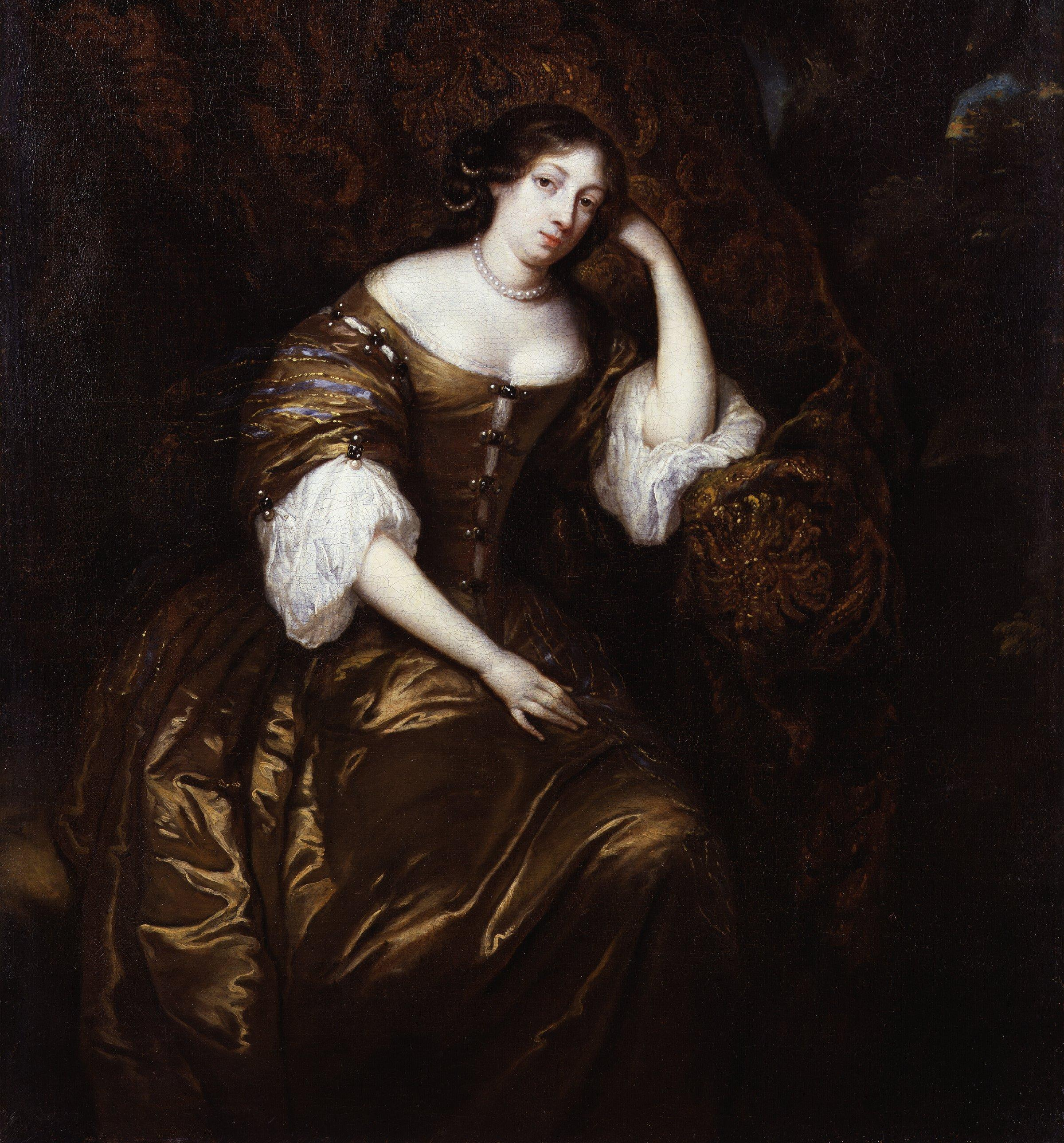
Дороти Озборн — жена
(художник Каспар Нетшер)

После Славной революции 1688 года Вильгельм III, старый друг Темпла, предлагал ему место министра, но он наотрез отказался, не желая брать на себя сопряженной с этим званием ответственности.
Портфель военного министра принял сын Темпла и через неделю утонул в реке Темзе; по официальной версии «утопился растерявшись от сознания принятого на себя бремени». Это горе совсем убило Темпла-старшего; с тех пор он никуда не выезжал из своего замка и, сделав личным секретарем своим начинавшего тогда литературную карьеру Джонатана Свифта, предался написанию мемуаров и ведению обширной корреспонденции со старыми друзьями, которая содержит много важного для изучения дипломатической истории того времени. Также Темпл оставил и несколько рассуждений по государственному праву, политике и прочим дисциплинам.
Сэр Уильям Темпл умер 27 января 1699 года в Мур Парке и был похоронен в Вестминстерском аббатстве.
Был женат на Дороти Озборн (1627—1695); их брак был построен на любви, до Темпла она отказала нескольким более именитым женихам. У супругов родилось девять детей, но они пережили их всех.